# Marta Łyczbińska
Marta Łyczbińska (ur. 20 kwietnia 1990 w Toruniu) – polska florecistka, indywidualna mistrzyni Europy do lat 23 (2013), indywidualna mistrzyni Polski (2015), siostra-bliźniaczka florecistki Hanny Łyczbińskiej.

## Kariera sportowa
Karierę sportową rozpoczęła w 1999 w klubie Nowy Sokół Toruń, od 2004 była zawodniczką Budowlanych Toruń, w latach 2010-2014 reprezentowała barwy Sietom AZS AWF Gdańsk, następnie ponownie została zawodniczką Budowlanych.
W swojej karierze zdobyła mistrzostwo Polski indywidualnie (2015), wicemistrzostwo Polski indywidualnie (2013, 2017) brązowy medal mistrzostw Polski indywidualnie (2012, 2014, 2016), mistrzostwo Polski drużynowo (2013, 2017), wicemistrzostwo Polski drużynowo (2005, 2012, 2016), brązowe medale mistrzostw Polski drużynowo (2009, 2010, 2015, 2020).
Na arenie międzynarodowej odnosiła sukcesy w kategoriach młodzieżowych. W 2008 została drużynową mistrzynią świata w kategorii do lat 20, w 2010 brązową medalistką mistrzostw świata w kategorii do lat 20 drużynowo. Na mistrzostwach Europy do lat 17 zdobyła brązowy medal drużynowo w 2007. Na mistrzostwach Europy do lat 20 wywalczyła wicemistrzostwo indywidualnie (2008), wicemistrzostwo drużynowo (2008) oraz dwa brązowe medale drużynowo (2006, 2009). W kategorii do 23 lat zdobyła indywidualne mistrzostwo Europy (2013), indywidualne wicemistrzostwo Europy w 2012 (w finale przegrała z siostrą Hanną Łyczbińską) oraz zdobyła mistrzostwo (2012), wicemistrzostwo (2013) i brązowy medal (2011) drużynowo. W 2011 zdobyła drużynowe wicemistrzostwo Letniej Uniwersjady, na Uniwersjadzie w 2013 zdobyła drużynowo brązowy medal.
Reprezentowała Polskę na mistrzostwach świata seniorów w 2015 (77. miejsce indywidualnie i 8. miejsce drużynowo) oraz mistrzostwach Europy seniorów w 2014 (12. miejsce indywidualnie i 4. miejsce drużynowo), 2015 (29. miejsce indywidualnie i 5. miejsce drużynowo) i 2016 (5. miejsce drużynowo).